# Ukroboronprom
Ukroboronprom (in ucraino Укроборонпром?, letteralmente Industria della Difesa Ucraina, nota anche attraverso l'acronimo UOP) è una società pubblica ucraina, controllata direttamente dal Gabinetto dei ministri, che riunisce numerose imprese operanti nell'industria della difesa del paese. Sebbene il cliente principale siano le Forze armate ucraine la società, attraverso le proprie controllate, gestisce anche l'importazione e l'esportazione di armi.

## Storia
La creazione del conglomerato dell'Ukroboronprom è stata deliberata dalla Verchovna Rada il 29 dicembre 2010 al fine di aumentare l'efficienza delle imprese statali coinvolte nella produzione, vendita, riparazione, ammodernamento e smaltimento delle armi nonché di partecipare alla cooperazione tecnico-militare con altri paesi. Inizialmente l'impresa contava 105 aziende, divenute 124 nel 2011 e 134 nel 2014.
Nel 2014 ha annunciato di aver interrotto le operazioni commerciali con la Russia in seguito all'annessione della Crimea. Nello stesso periodo alcuni impianti produttivi, tra cui quello di Luhans'k, sono stati catturati nell'ambito della guerra del Donbass.
Durante l'invasione russa dell'Ucraina del 2022 Ukroboronprom ha provveduto alla riparazione e alla manutenzione dei veicoli militari ucraini e di quelli russi catturati durante il conflitto. Il 15 aprile la sede della Zhulyan Machine-Building Plant "Vizar" è stata colpita da diversi missili a lungo raggio. L'impianto produceva i missili R-360 Neptun con i quali le Forze armate ucraine hanno affondato l'incrociatore Moskva. Il 20 settembre è stato annunciato che Ukroboronprom avrebbe iniziato, il collaborazione con un paese NATO non specificato, la costruzione di una fabbrica per la produzione di munizionamento secondo gli standard NATO.
Il 21 marzo 2023 il Gabinetto dei ministri ha trasformato il conglomerato in una società per azioni, sempre sotto il pieno controllo statale, nell'ambito di un'ampia riforma della compagnia avente come obiettivo la facilitazione degli investimenti e della governance.

## Sistemi d'arma sviluppati
Nel 2014 è iniziata la produzione della versione aggiornata da ricognizione del BRDM-2 denominata BRDM-2DI "Khazar". È stata inoltre creata una collaborazione fra più imprese del gruppo per continuare a garantire la produzione di BTR-3, BTR-4 e carri armati T-84 Oplot.
Nell'estate del 2016 sono stati presentati i prototipi del drone multiruolo "Gorlytsya" e del veicolo tattico senza pilota "Phantom". Il 28 settembre, nel corso dell'esposizione internazionale di armamenti "ADEX-2016" in Azerbaigian, è stato mostrato il nuovo modulo di combattimento "Taipan", realizzato per rispettare i più elevati standard occidentali. Sempre nel 2016 è stato realizzato e presentato il sistema di puntamento digitale "Myslyvets", i moduli di combattimento "Duplet" e "Kastet", il mortaio da 60mm KBA e l'aereo da trasporto Antonov An-132.
Nel 2017, all'esposizione internazionale "IDEF-2017" di Istanbul, Ukroboronprom ha presentato il missile anticarro RK-3 Korsar. Nello stesso anno il gruppo ha implementato diversi progetti con partner internazionali. In collaborazione con l'americana Aeroscraft ha introdotto la carabina automatica M4-WAC-47, conforme allo standard 5,56 × 45 mm NATO. Sono stati inoltre avviati due progetti polacco-ucraini: il carro armato PT-17 e il lanciarazzi multiplo ZRN-01 Stokrotka. Sempre nel 2017 è stato testato con successo il nuovo complesso missilistico Vil'cha. Gli involucri dei missili sono realizzati da superleghe realizzate da una nuova linea produttiva della controllata "Artem". Nel corso del 2018 il sistema è stato adottato dall'esercito ucraino ed è iniziata la produzione in serie. Il 4 aprile 2019 si sono svolti con successo i primi test della versione aggiornata Vil'cha-M dotata di maggiore portata e precisione.
Nel febbraio 2019, in occasione dell'esposizione internazionale "IDEX-2019", è stato presentato il sistema di difesa costiera RK-360MC "Neptun", con il relativo lanciatore per i missili antinave R-360 Neptun. Nel corso del 2020 è stata completata la prima fase di sviluppo dei progetti di sostanziale rimodernamento dei carri T-64BM Bulat e T-84 Oplot, denominati "Krab" e "Bastion".

## Struttura
Prima della sostanziale ristrutturazione del conglomerato avvenuta nel corso del 2021, questo contava al suo interno 137 aziende. Di queste 18 sono state trasferite direttamente sotto il controllo del Gabinetto dei ministri dell'Ucraina, mentre una al Ministero della difesa. Attualmente Ukroboronprom è composta da 118 aziende del settore della difesa dell'Ucraina, delle quali 21 si trovano nei territori attualmente occupati dalla Russia in Crimea e nelle repubbliche separatiste di Doneck e Lugansk. Delle 97 compagnie rimanenti, 65 sono state selezionate per essere riformate ed ulteriormente sviluppate internamente al gruppo, mentre altre 32 necessitano di una più profonda riorganizzazione in quanto gravemente improduttive.

### Dipartimento costruzione e riparazione aeromobili
Sviluppo e produzione di prodotti finiti
- Antonov

Produzione di prodotti finiti
- Kharkiv State Aircraft Manufacturing Company

Sviluppo e produzione di componenti
- Kharkiv Aggregate Design Bureau
- Zaporizhia Machine-Building Design Bureau "Progress"
- Kharkiv Machinery Plant "FED"
- Novator

Sviluppo
- General Aviation Design Bureau
- Ukrainian Research Institute оf Aviation Technology

Riparazione
- Lutsk Repair Plant "Motor"
- Plant 410 Civil Aviation
- Lviv State Aircraft Repair Plant
- Odesa Aircraft Plant
- Zaporizhia State Aircraft Repair Plant "MiGremont"
- Chuguiv Aircraft Repair Plant
- Mykolayiv Aircraft Repair Plant "NARP"
- Konotop Aircraft Repair Plant "Aviakon"

### Dipartimento veicoli corazzati, artiglieria ed equipaggiamento
Sviluppo e produzione di prodotti finiti
- Design Bureau "Artillery Armament"
- Scientific and Technical Complex "Precision Mechanics Plant"
- Stabilimento Majak

Produzione di prodotti finiti
- Kharkiv Mechanical Plant
- Stabilimento Malyšev

Produzione di componenti
- Research and Production Association "Kyiv Automatics Plant"
- Research and Production Complex “Fotoprylad”

Sviluppo
- Kharkiv Instrument-Making Plant
- Ukrainian Research Design Technological Institute of Elastomer Materials and Products
- Kharkiv Morozov Machine-Building Design Bureau
- Kharkiv Engine Design Bureau

Riparazione
- Zhytomyr Armoured Fighting Vechicle Plant
- Mykolayiv Armoured Plant
- Kharkiv Plant of Special Machines
- Lviv Armoured Fighting Vehicle Plant
- Kharkiv Plant of Armored Tanks
- 45th Experimental Machinery Plant
- Kyiv Armoured Plant
- Kharkiv Automobile Plant

### Dipartimento armi ad alta precisione e munizioni
Sviluppo e produzione di prodotti finiti
- Scientific Industrial Complex "Progress"
- Artem
- State Kyiv Design Bureau "Luch"

Sviluppo e produzione di componenti
- Central Design Bureau "Rythm"
- Izyum Instrument-Making Plant

Produzione di componenti
- Kyiv Radar Plant
- Spetsoboronmash
- Krasylivsky Agregate Plant
- Shostka State Plant "Impulse"
- Shostka State Plant "Zirka"
- Konstiantynivka State Scientific Industrial Enterprise "Kvarsyt"

Riparazione
- State Production and Technical Enterprise "Granit"

### Dipartimento radar, comunicazioni radio e strumentazione speciale
Sviluppo e produzione di prodotti finiti
- Scientific and Production Complex "Iskra"
- Meridian
- Scientific Technical Complex "Impuls"
- Central Design Office "Proton"
- Research Institute "Kvant"
- Generator Plant
- Orizon-Navigation
- Kvant Radar Systems Scientific Research Institute
- Lviv State Plant "LORTA"

Produzione di prodotti finiti
- Radiovymiruvach

Sviluppo e produzione di componenti
- Research Institute of Electromechanical Devices
- Institute for Scientific Research "Shtorm"

Produzione di componenti
- Radioprylad

Sviluppo
- Scientific Research Institute of Radio Electronic Techniques

Riparazione
- Southern Production and Technical Enterprise
- Radio Technical Equipment Repair Plant
- Lviv Radio-Frequency Repair Plant
- Balakliya Repair Plant
- Shepetivka Repair Plant
- 2nd Repair Plant of Communications Aids

### Dipartimento cantieristica e ingegneria navale
Sviluppo e produzione di prodotti finiti
- Kherson State Plant "Palada"
- Gas Turbine Research and Production Complex "Zorya-Mashproekt"

Sviluppo e produzione di componenti
- Kyiv Scientific Research Institute of Hydrodevices

Sviluppo
- State Research and Design Shipbuilding Centre

Riparazione
- Mykolayiv Shipyard

### Dipartimento asset e diritti aziendali
Produzione di prodotti finiti
- Rubin
- Rubizhne State Chemical Plant "Zorya"

Sviluppo e produzione di componenti
- State Scientific Research Enterprise "CONECS"

Produzione di componenti
- Kyiv State Plant "Burevisnyk"
- Production Association "Karpaty"
- Electric Systems

Sviluppo
- State Joint-Stock Holding Company "Topaz"
- Special Design Bureau "Spectr"
- Ukrainian State Scientific Research Institute of Construction Materials "Prometheus"
- Design Bureau of Laser Technology

Riparazione
- Zmiyivs'kyy Repair Energomechanical Plant
- Pivdenaviapromnaladka
- Kyiv Automobile Repair Plant
- Ternopil State Scientific Technical Enterprise "Promin"
- Zhytomyr Radio Equipment Maintenance Plant "Promin"

Esportazione
- Ukrspecexport
- Tasko-Export
- Ukroboronexport

## Direttori generali
- Dmytro Salamatin (4/1/2011-8/2/2012)
- Dmytro Perehudov (8/2/2012-26/7/2012)
- Serhij Hromov (26/7/2012-7/3/2014)
- Valentyna Drozd (7/3/2014-14/3/2014) ad interim
- Serhij Averčenko (14/3/2014-21/3/2014) ad interim
- Jurij Tereščenko (21/3/2014-4/7/2014) ad interim
- Roman Romanov (4/7/2014-12/2/2018)
- Pavlo Bukin (21/2/2018-30/8/2019)
- Ajvaras Abromavičus (30/8/2019-7/10/2020)
- Ihor Fomenko (7/10/2020-3/12/2020) ad interim
- Jurij Husjev (3/12/2020-27/6/2023)
- Herman Smetanin (28/6/2023-in carica)